# Źródła (Szydłowiec)
Źródła – część wsi Szydłowiec w Polsce, położona w województwie podkarpackim, w powiecie mieleckim, w gminie Mielec.
W latach 1975–1998 Źródła położone były w województwie rzeszowskim.